# 南方褐鷸鴕
，又名大奇威鳥，是无翼属下的一種鳥類。這個物種栖息在密集的高大的树木组成的森林中。褐几维体长45-55厘米，雌性重2.1-3.9千克，雄性重1.6-2.8千克。褐几维在其分布区内为留鸟，其食性为肉食性，主要食物来源是陆生无脊椎动物。分佈於紐西蘭南岛地區，視覺差，但聽覺良好，嗅覺也極為良好，鼻孔長在鳥喙末端。过去的观点认为大奇威鳥与分布于新西兰北岛的北岛褐几维是同种，至今仍有部分分类学者持这样的观点。

## 亚种
- ：分布于南岛西南部（新西兰）。
- ：分布于斯图尔特岛（新西兰）。[7]